# Prosopium cylindraceum
Prosopium cylindraceum és una espècie de peix de la família dels salmònids i de l'ordre dels salmoniformes.

## Morfologia
- Els mascles poden assolir 59 cm de longitud total[1] i 2.720 g de pes.[2]

## Alimentació
Menja invertebrats bentònics i, ocasionalment, peixos i ous de peix.

## Depredadors
És depredat per Ameiurus nebulosus, Lota lota, Prosopium cylindraceum (als Estats Units), Esox niger, Salvelinus namaycush i Salmo salar.

## Hàbitat
És un peix de clima temperat i demersal que viu fins als 72 m de fondària.

## Distribució geogràfica
Es troba a Nord-amèrica i Sibèria.

## Observacions
És inofensiu per als humans.